# San Vicente (Córdova)
San Vicente (Córdoba) é uma comuna da província de Córdoba, na Argentina.